# Microphthalma differens
Microphthalma differens är en tvåvingeart som först beskrevs av Wulp 1890.  Microphthalma differens ingår i släktet Microphthalma och familjen parasitflugor. Inga underarter finns listade i Catalogue of Life.